# 진천 송씨
진천 송씨(鎭川 宋氏)는 충청북도 진천군을 본관으로 하는 한국의 성씨이다.

## 역사
진천 송씨의 시조 송순공(宋舜恭)이 신라 헌강왕 때 대아찬(大阿湌)을 지냈다고 한다.
그 후 16세(世) 340년간 세계가 실전되어 알 수 없어 고려시대 평장사(平章事)를 지낸 송인(宋仁)을 1세조로 하고 있다. 송인은 찬화공신(贊化功臣) 삼중대광(三重大匡)에 이르렀으며 진천백(鎭川伯)에 봉해졌다고 한다.
진천 송씨는 조선시대 문과 급제자 42명을 배출하였다.

## 인물
- 송국첨(宋國瞻, ? ~ 1250년) : 송인(宋仁)의 손자. 1212년(강종 원년) 과거에 급제하여 직사관(直史館)이 되었다. 1226년(고종 13) 금나라가 침입하자 감찰어사(監察御史)로 우군장(右軍將)이 되어 물리쳤다. 정언(正言)을 거쳐 판비서성사(判秘書省事)가 된 뒤 정방(政房)에 들어가 지조를 지키자 최이(崔怡)가 꺼려했다. 형부상서(刑部尙書)로 경상도순문사(慶尙道巡問使)로 나갔을 때 최항(崔沆)을 탄핵하였다가 최항의 참소로 동경부유수(東京副留守)로 좌천되었고, 1249년 최항이 집권하자 우산기상시(右散騎常侍)를 거쳐 지서북면병마사(知西北面兵馬事)로 좌천된 뒤 내직으로 돌아오지 못하고 분사(焚死)하였다.[3]

- 송순(宋恂, ? ~ 1259년) : 송인(宋仁)의 손자. 고려 고종(高宗) 초에 진강부전첨(晉康府典籤)으로서 최충헌의 측근에 있었고, 1241년(고종 28)에는 참지정사(參知政事)로 지공거(知貢擧)를 지냈다. 그 뒤 문하시랑평장사(門下侍郎平章事)에 올랐다가 1254년(고종 41)에 수태위(守太尉)를 더하였고, 중서시랑평장사(中書侍郎平章事)로 치사(致仕)하였다.

- 송언기(宋彦琦, 1204년 ~ 1246년) : 송순의 아들. 고려 고종(高宗) 때 과거에 급제하고, 판장작감사(判將作監事)에 이르렀다.[4]

- 송찬(宋贊, 1510년 ~ 1601년) : 1540년 식년 문과에 을과로 급제하고, 1594년 우참찬을 거쳐 판돈녕부사·판중추부사에 이르렀다.

- 송영구(宋英耉, 1556년 ~ 1620년) : 1584년(선조 17) 친시 문과에 병과로 급제하고 1616년 병조참판이 되었으나 1618년 폐모론에 반대하며 파직되었다. 인조반정 뒤 예조판서에 추증되었으며, 시호는 충숙(忠肅)이다.

- 송창(宋昌, 1633년 ~ 1706년) : 전라도 전주에서 살았다. 외조부는 함평 이씨 이정(李瀞)이고, 처부는 능성 구씨 구치중(具致中)이다. 1657년(효종 8) 식년 문과에 병과로 급제하고, 1704년 공조판서를 거쳐 1706년 좌참찬에 이르렀다.

## 분파
- 8세 송광우(宋匡祐) - 전서공파(典書公派)
- 8세 송광도(宋匡度) - 낭장공파(郎將公派)
- 8세 송광보(宋匡輔) - 안성공파(安城公派)
- 8세 송우(宋愚) - 송정공파(松亭公爬)
- 10세 송명고(宋命古) - 참의공파(參議公派)

## 본관
진천은 본래 마한과 백제에 속했으나, 고구려 장수왕의 남진정책으로 고구려의 금물노군(今勿奴郡)이 되었다. 484년(신라 소지마립간 6)에 만노군(萬弩郡)이 되었다가 685년(신라 신문왕 5) 흑양군(黑壤郡)으로 개칭하였다. 고려시대 진주(鎭州)로 개칭하였고, 1018년(현종 9)에 청주의 속현으로 병합되었다가 임연(林衍)의 내향(內鄕)이라 하여 1259년(고종 46) 창의현(彰義縣), 1269년(원종 10)에 의녕군(義寧郡)으로 승격되었으나 임연이 제거되자 다시 진주(鎭州)로 강등되어 감무(監務)가 파견되었다. 1414년(조선 태종 14)에 진천현(鎭川縣)이 되었다. 세종실록지리지에 진천현의 토성으로 한(韓)·임(林)·송(宋)·심(沈)·유(庾)·미(彌)·고(高)·양(梁)·하(河)·장(張) 10성이 기록되어 있다. 1896년 충청북도 진천군이 되었다.

## 항렬자
| 21세     | 22세   | 23세              | 24세   | 25세     | 26세   | 27세              | 28세          | 29세              | 30세          | 31세              | 32세   | 33세     | 34세          | 35세              | 36세          | 37세              | 38세   | 39세     |
| -------- | ------ | ----------------- | ------ | -------- | ------ | ----------------- | ------------- | ----------------- | ------------- | ----------------- | ------ | -------- | ------------- | ----------------- | ------------- | ----------------- | ------ | -------- |
| 口영(榮) | 재(在) | 口현(鉉) 口진(鎭) | 순(淳) | 口근(根) | 병(炳) | 口규(圭) 口배(培) | 석(錫) 종(鍾) | 口한(漢) 口호(浩) | 근(根) 영(榮) | 口희(熙) 口형(炯) | 기(基) | 口종(鍾) | 태(泰) 영(永) | 口표(杓) 口식(植) | 사(思) 찬(燦) | 口재(在) 口균(均) | 용(鏞) | 口택(澤) |

## 집성촌
- 경기도 이천시 호법면 송갈리
- 경기도 양주시 남면 한산리
- 강원특별자치도 춘천시 사북면 지촌리
- 강원특별자치도 춘천시 동내면 사암리
- 전라북도 익산시 왕궁면
- 충청북도 영동군 심천면 고당리
- 충청북도 제천시 고명동
- 경상북도 안동시 임하면
- 강원특별자치도 원주시 호저면 주산리
- 경기도 가평군 상면 율길리
- 경기도 양주시 남면 한산리

## 인구
- 2000년 29,049명
- 2015년 32,690명